# Jaroměřice nad Rokytnou
Jaroměřice nad Rokytnou (in tedesco Jarmeritz) è una città della Repubblica Ceca facente parte del distretto di Třebíč, nella regione di Vysočina.
Diede i natali al compositore František Adam Míča.

## Monumenti e luoghi d'interesse

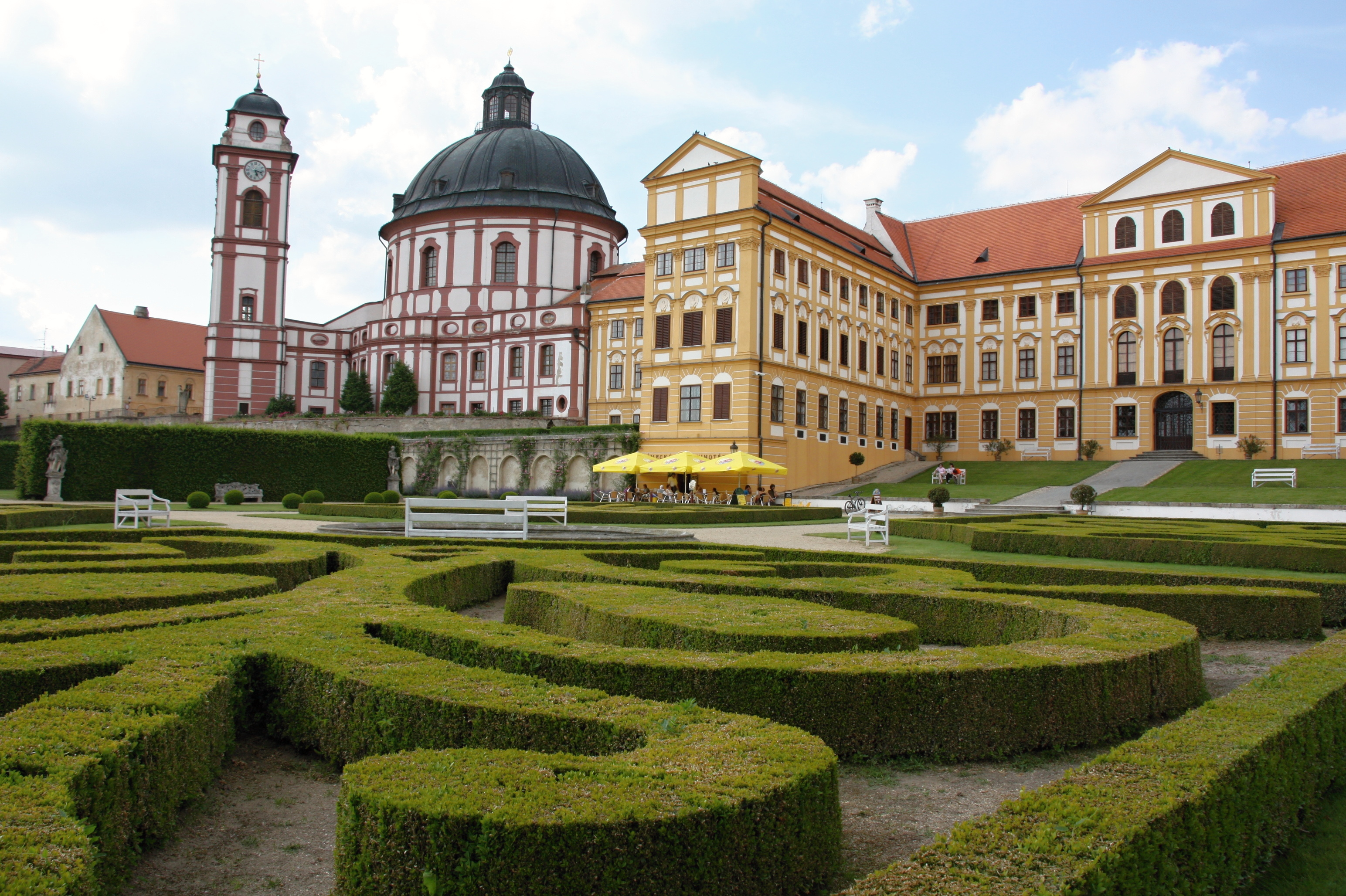
Il complesso del castello, con la chiesa di Santa Margherita

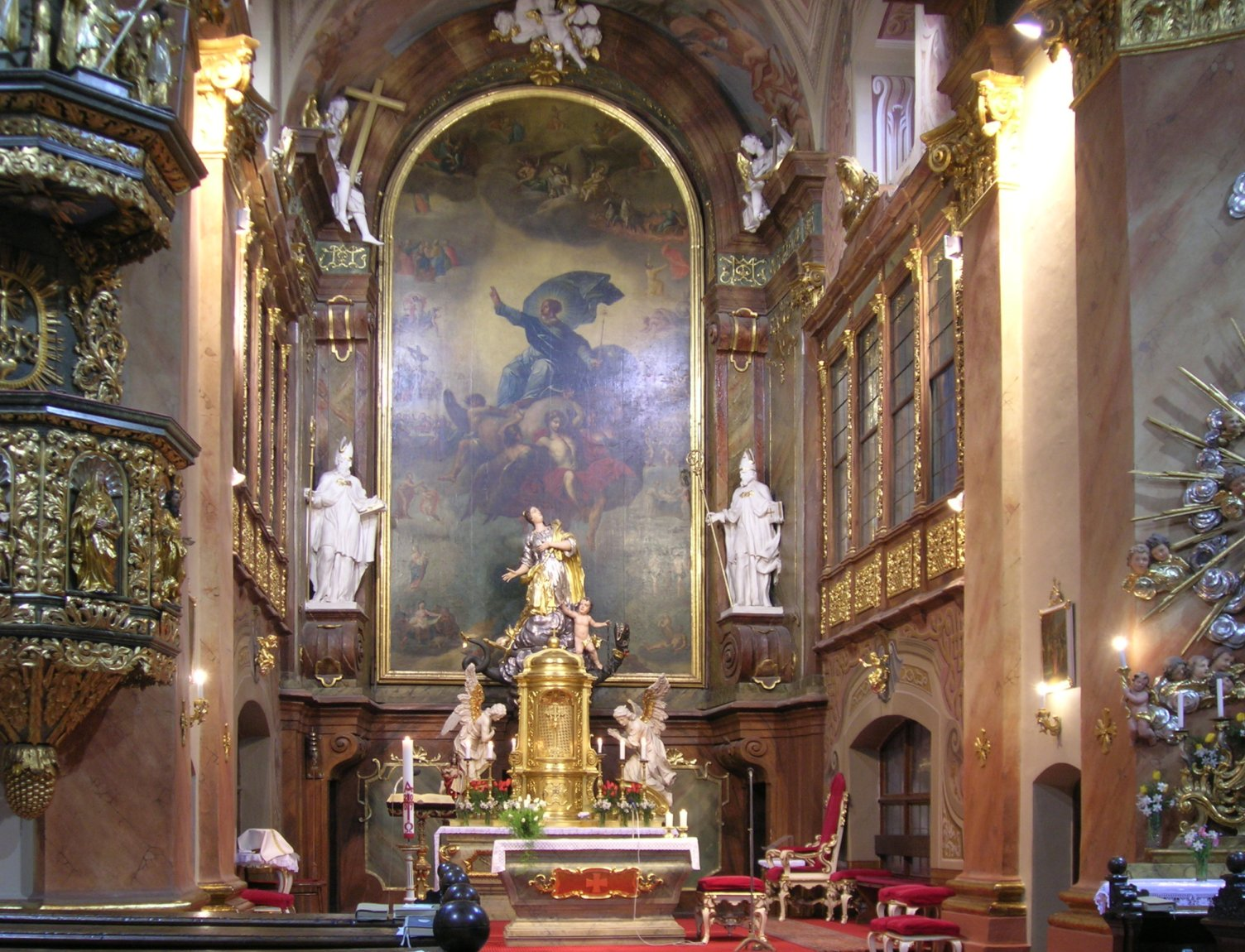
Interno della chiesa

- Castello di Jaroměřice nad Rokytnou. In origine era una fortezza sulle acque del XVI secolo.  Nel 1737 venne ricostruito in stile rococò su progetto dell'architetto Johann Lucas von Hildebrandt, diventando uno dei più importanti castelli della Moravia.[3] Il proprietario del castello e della tenuta, il conte Jan Adam Questenberg era un musicista attivo e un amante dei concerti e dell'opera barocca in italiano, tedesco e ceco. Aveva la sua orchestra e ospitò molti importanti musicisti. František Antonín Míča ha composto ed eseguito qui la sua opera L'origine di Jaromeritz, la prima opera ceca. L'area del castello con chiesa e giardini è stata dichiarata monumento culturale nazionale della Repubblica Ceca. Il complesso comprende anche la chiesa parrocchiale intitolata a santa Margherita.
- Chiesa di Santa Margherita
- Monastero di Jaroměřice nad Rokytnou